# Успенський собор (Київ)
Успе́нський собо́р (Собо́р Успі́ння Пресвято́ї Богоро́диці) — головний соборний храм Успенської Києво-Печерської Лаври. З 2000 до 31 грудня 2022 року використовувався Українською православною церквою Московського патріархату. З 7 січня 2023 року Православна Церква України регулярно звершує в ньому богослужіння.

## Історія
Побудований у 1073–1078 роках заходами Феодосія Печерського за ігумена Стефана, коштом князя Святослава II Ярославича. Початок будівництва — 1075 року, закінчення — 1 липня 1078.
Ктиторами Великої церкви Печерської, зазвичай, називають великих київських князів Ізяслава і Святослава Ярославичів, які виділили землю й гроші на будівництво. При цьому є ще один активний учасник цієї історичної події — варяг Шимон Африканович. Він на виконання своєї обітниці зробив перший внесок у будівництво храму і його золотим поясом князь Святослав визначив розміри майбутньої споруди.
Відомості про Шимона Африкановича можна знайти в декількох історичних джерелах. Це «Києво-Печерський патерик», літописи і родовідна легенда бояр Воронцових-Вельяминових, які виводять від нього свій родовід.

Успенський собор Києво-Печерської Лаври у XI—XII ст. Варіант реконструкції.

Через деякий час у «Варязькій землі» помер його брат — Африкан. Скориставшись цією нагодою, Якун вигнав своїх небожів — Фрианда й Шимона з їхніх володінь. Під час утечі Шимон зняв зі скульптурного розп'яття Христа, виготовленого його батьком Африканом, святі реліквії — золоті вінець і пояс. Знімаючи, їх він почув «гласъ отъ образа», що велів йому віднести ці реліквії преподобному Феодосію, на те місце, де буде створена церква в ім'я Пресвятої Богородиці. Пливучи у Київську Русь, Шимон під час бурі побачив видіння, у вигляді майбутньої церкви із зазначенням її розмірів: «Та, которая созиждается преподобнымъ во имя Божіей Материки какъ видишь ты ее въ величіи и красотѣ,- ее размѣритъ онъ тѣмъ золотымъ поясомъ, въ 20 поясовъ въ ширину, и 30 въ длину, въ вышину же стѣны съ верхомъ на 50».
Після прибуття на Русь варяг з'явився до князя Ярослава Володимировича, який, пам'ятаючи заслуги його дядька Якуна, добре прийняв втікача. Незабаром Ярослав направив Шимона «старшим», напевно тисяцьким, до свого сина Всеволода. Родовідна легенда Воронцових-Вельяминових (найбільшого роду, який дожив до часу складання родовідних легенд) відносить прихід варяга у Київську Русь ще до 1027 року.
Патерик згадує Шимона серед учасників битви князів Ярославичів з половцями на річці Альті у
1068 році. Перед битвою князі прийшли до Печерського монастиря, де один з його засновників — Антоній — пророкував їм поразку. Шимону були передвіщені тяжкі рани й порятунок, а також те, що він буде першим похований у церкві, яку створить сам: багато з вас падуть від меча, і побіжуть від супостатів, будуть потоптані, утоплені у воді; ти ж будеш спасенний і принесений тут, в церкву, яка тут створюється. Під час битви було вбито і поранено безліч воїнів, поранений був і Шимон. Лежачи на полі битви, він знову побачив в небі видіння — ту ж церкву, що бачив раніше, на морі. Згадавши свою обітницю, варяг помолився Богу, і був в ту ж саму мить зцілений. Після повернення з бойового походу, Шимон знову прийшов до преподобного Антонія і передав йому свої реліквії, сповістивши про своє бажання побудувати в монастирі церкву в ім'я Пресвятої Богородиці. При цьому, золотий пояс повинен був служити мірою при будівництві храму, а вінець було потрібно повісити над жертовником.
"Призвалъ святой Антоній блаженнаго Ѳеодосія и сказалъ: «Симонъ-это онъ воздвигнетъ такую церковь».  — і передал блаженному той пояс и вінець.

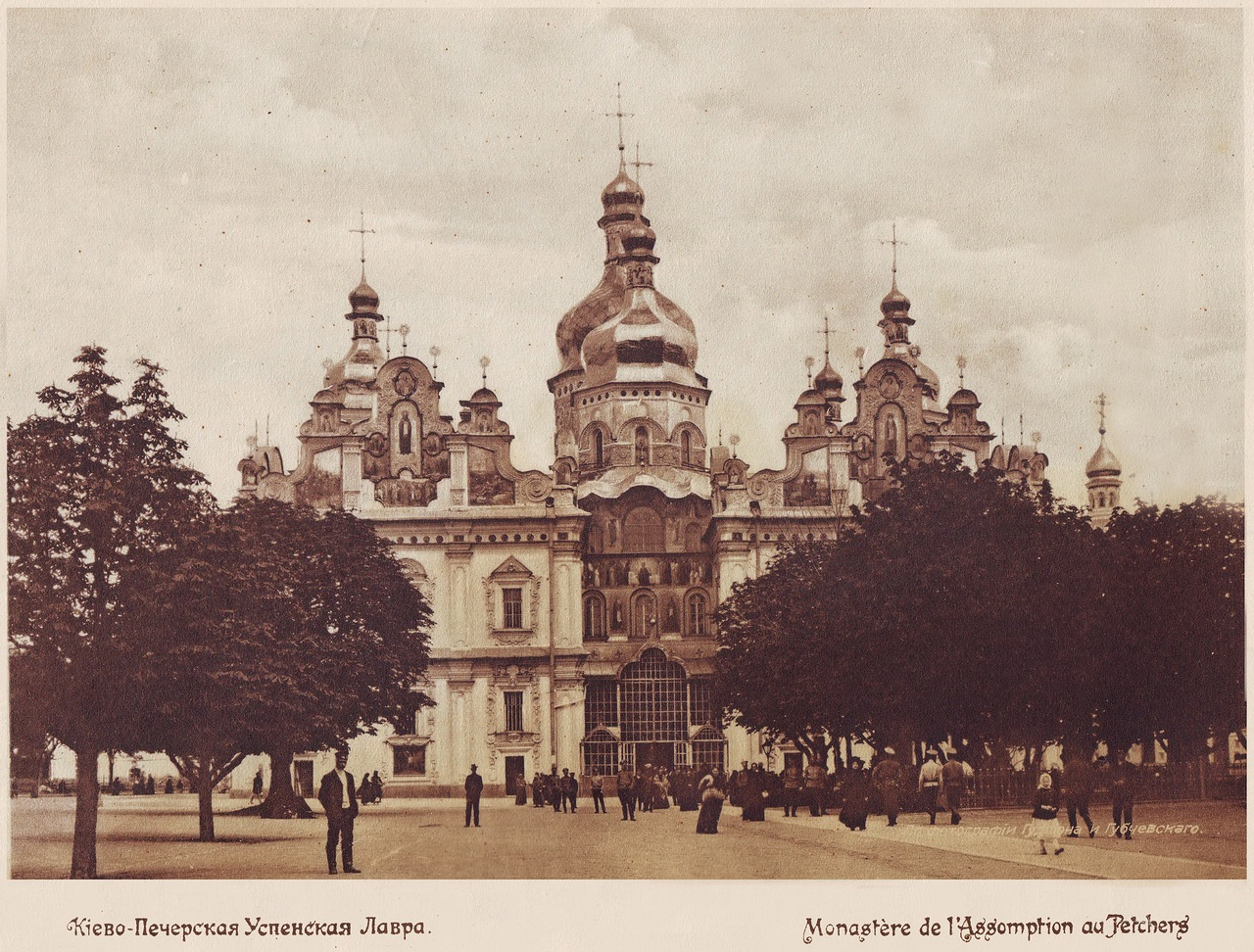
Успенський собор, 1911 рік

Шимона почали називати на слов'янський манер Симоном. Приходячи до монастиря, він завжди «жертвовалъ ему много на возведеніе Богомъ указанной церкви». Тривалі бесіди з ігуменом Феодосієм переконали його і він «залишив латинську єресь, і прийняв істинну православну віру» [2, С. 156]. з усім своїм «двором» у 3000 душ. На прохання Симона, преподобний Феодосій написав молитву про прощення гріхів його предкам і нащадкам. Цю молитву після смерті Симона вклали йому в руку. З того часу пішов на Київську Русі звичай вкладати в руки покійному сувій з заупокійною молитвою. За богоугодні діяння Шимона після смерті першим поховали у побудованій Великій церкві Печерській. Помер варяг між 14 серпня 1089 р. і 15 серпня 1091 р.
Після кількох років, як Симон віддав вінець і пояс, то із Царгорода прийшли майстри. Феодосій запросив майстрів із Константинополя, очевидно, демонструючи незалежність Києво-Печерської обителі від місцевої світської та церковної влади. Вони сказали, що прибули до Києва по
дорученню своєї цариці, яка повеліла побудувати у Печерському монастирі церкву.
Позвавши їх у палац, що знаходиться у передмісті Константинополя — Влахерні, цариця вручила їм золото на три роки будівництва, а також ковчег із мощами семи мучеників: Артемія, Поліевкта, Леонтія, Акакія, Арефи, Якова, Феодора для того щоб положити в основу храму. Причому греки впізнали Антонія и Феодосія як двох наближених до цариці, предстоящих біля Її трону, що давали золото їм на будівництво. Цариця сказала, що храм цей буде носити Її ім'я і що царською намісницею в ньому буде чудотворна ікона Успіння Божої Матері.
Прийнявши із благоволінням із рук Цариці чудотворну ікону, візантійські майстри запитали, які будуть розміри і вид Її храму. Цариця відповіла: «Для міри я послала пояс Сина Свого». Коли ж вони спали то до них прийшли благообразні юнаки що сказали: «Кличе вас Цариця у Влахерн». Ми ж пішли взявши із собою родичів і близьких, і зустрілись всі у Влахерні у один час. І коли ми поговорили один з одним то дізнались що нам з'являлось одне і те ж. Їм з'явилась в небесах дивна по красоті церква, по образу і подобою якої вони повинні були побудувати храм на честь Цариці.
Преподобні Антоній і Феодосій дуже здивувались цій розповіді греків, сказавши що ніхто із них не був у цей час в Царгороді. Вони відповіли: «Золото Цариці ми отримали від вас при багатьох свідках». Тоді всі іноки прославили Бога і Його Пречистую Матір, зрозумівши що саме Вона, Цариця неба і землі, благословила будівництво Своєї церкви у Печерській обителі.
Вони питали у преп. Антонія і Феодосія, де хочете почати будувати церкву. На що преп. відповіли: «Господь вкаже на це місце». Тоді преподобний Антоній звернувся із палкою молитвою до Бога, щоб Господь послав знамення яке б показувало місце для храму. В ту ніч явився йому Господь та сказав: «Антоній, ти здобув благодать переді Мною». У нічному видінні він був сповіщений, що з ранку по всій землі випаде роса, а на місці церкви сухо. Так і сталось. Тоді святий Антоній подібно до біблійного Гедеона, попросив повторення чуда, але щоб на місці церкви вийшла роса, а кругом було б сухо. Наступного дня на світанку площадка де мала бути побудована майбутня церква, сяяла на сонці від роси.
Потім треба було ще виміряти основи церкви по мірі яку чув Шимон на морі з неба. Згадавши слова Божої Матері: «Для міри послала я пояс Сина Свого». Тоді преподобний підняв руки свої де неба та промовив: "Почуй мене, Господи, почуй мене! Нехай пізнає народ цей, що Ти, Господи, Бог, і ти навернеш серце їх до Тебе. (3 Цар. 18:37).
1073 року на свято Успіння Пресвятої Богородиці відбулося урочисте закладання першої кам'яної споруди Києво-Печерського монастиря — Успенського собору. Існує багато легенд про цю подію. В ній брав участь сам князь Святослав Ярославич, який виділив частину поля великокнязівської садиби у Берестовому для будівництва, пожертвував 100 гривень золотом. За життя Феодосія було завершено лише фундамент храму. Як свідчить його «Житіє…», ігумен «повсякдень підвизався та трудився на будівництві того Дому.»
|  | 1089 Священа бысть церкви Печерская, святыя Богородица монастыря Федосьева Иоаномъ митрополитомъ. |

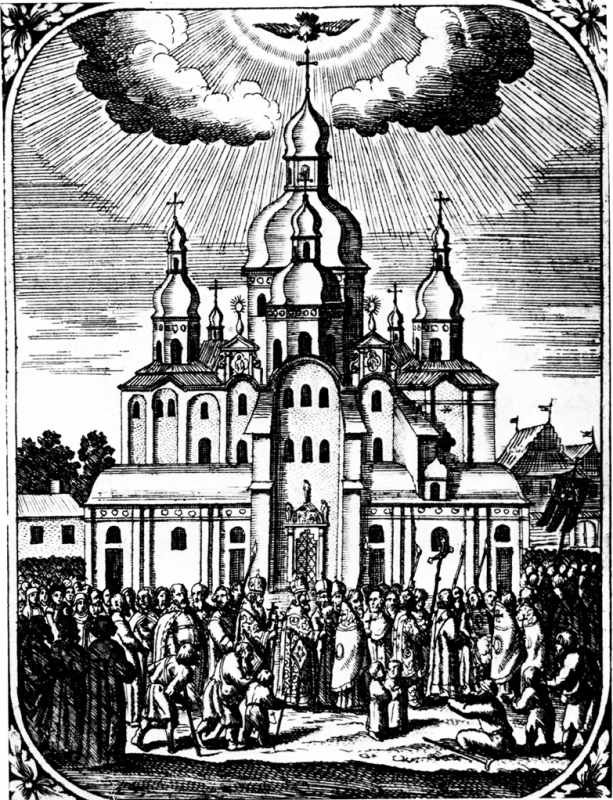
Вигляд собору на гравюрі Л. Тарасевича, 1702 р.

Причиною будівництва нового собору було те, що кількість ченців досягла 100, і стара дерев'яна церква стала тісною для громади. Вже після закладання собору, ченці починали будувати свої
келії та заселяти околиці. Фактично, після освячення храму, тут виник новий монастир, оскільки на старому місці залишилось лише кілька ченців для догляду за могилами і справляння панахиди.
Завершення будівництва Успенського собору, оздоблення та освячення стало однією з головних подій у церковному житті Київської Русі в домонгольський період.
Наприкінці XI століття до собору здійснено ряд прибудов — зокрема, з північного боку хрещальню у формі малої церковці св. Івана.
У XVII столітті надбудовано додаткові бані, а також здійснено декорування в стилі українського бароко. Перебудови середини 17 — початку 18 століть поступово перетворювали собор на бароковий храм. Вирішальну роль у цьому процесі зіграла катастрофічна пожежа в ніч з 2 на 3 травня 1718, яка знищила забудову Верхньої лаври. У процесі відбудови, який тривав у 1722—1731 роках (серед його учасників — Йосиф Білинський), стародавнє ядро собору з півночі, заходу та півдня оточили нові двоповерхові приділи (як і в Софійському соборі, давні стіни виступали назовні тільки у вівтарній частині). Собор було увінчано 7-ма грушоподібними банями, стіни його були прикрашені нішами з розписом та пишними бароковими фронтонами. Всередині собор було прикрашено великим іконостасом та стінописом, який містив портрети лаврських архимандритів і ктиторів собору — монархів і гетьманів, підлога була вистелена чавунними плитами.

### Руйнування

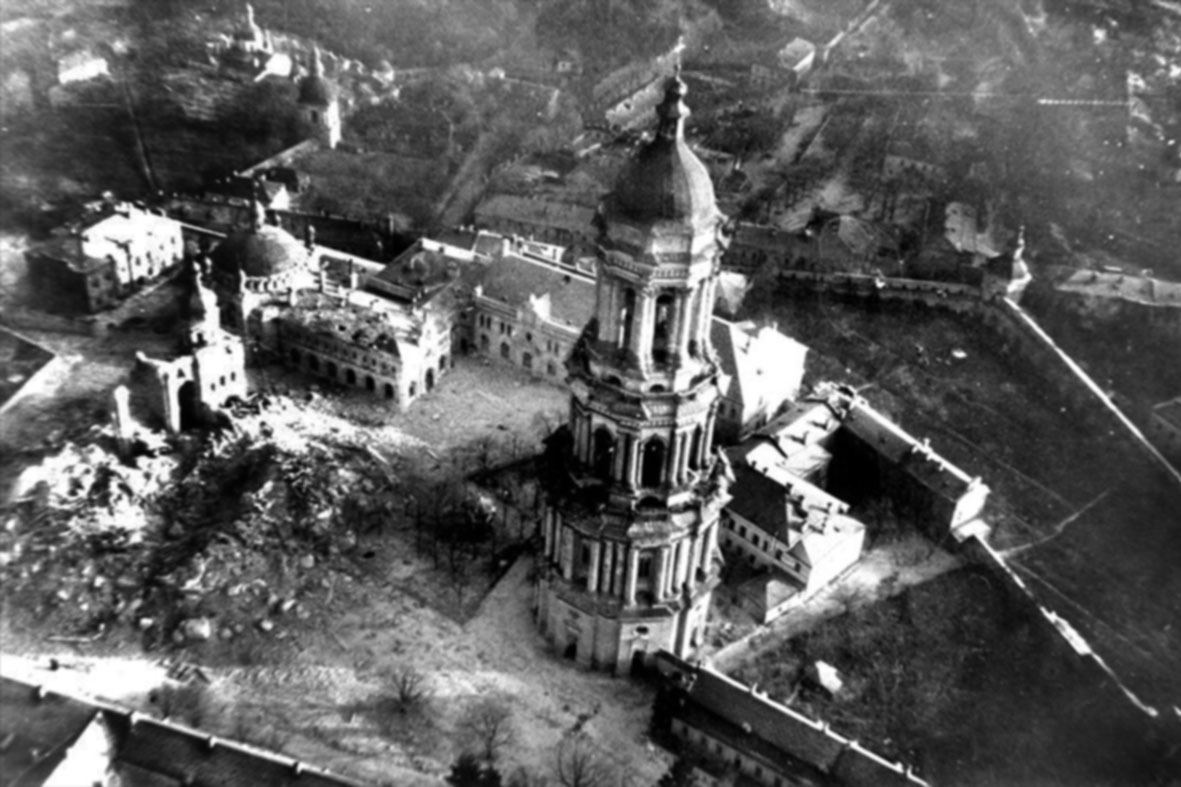
Зруйнований Успенський собор, 1941

Під час німецько-радянської війни собор було зруйновано вибухом 3 листопада 1941 року.
Сучасна версія причини руйнування собору розповідає, що при відступі радянських військ із Києва 16-17 вересня 1941 року собор таємно замінувала саперна команда спеціального призначення 18-ї дивізії НКВС у рамках ведення війни тактикою «спаленої землі», а 3 листопада — підірвала. Деякі сучасні публіцисти, згідно з радянською офіційною версією 1960-х років, досі приписують організацію вибуху диверсійній групі Івана Кудрі.
Після вступу до Києва гітлерівці відразу ж вирушили в Лавру і довго тріумфально дзвонили у дзвони. Потім встановили в ній гармати, у тому числі зенітні, для захисту переправи через Дніпро, а в численних келіях солдати розташувалися на постій. Минуло півтора місяця. Вже був підірваний радянськими диверсантами і згорів Хрещатик, окупанти розстріляли останніх в'язнів у Бабиному Яру. Раптово в Лаврі пролунав сильний вибух — звалилася частина кріпосної стіни — прямо на гармати. Не встигли гітлерівці оговтатися, як пролунав другий вибух — в арсеналі, біля головних лаврських воріт, де був склад боєприпасів, і вони рвалися у вогні. Будівля сильно загорілася — від неї на всі боки розліталися фонтани іскор. Від третього вибуху затремтіла земля — це був вибух в Успенському соборі. Але храм дивом встояв. Він був зведений в XI столітті з особливої пласкої цегли з червоної глини, такої міцної, що її не можна було розбити і молотком. Це була кладка на століття. Через деякий час у соборі пролунав новий вибух. Від його жахливої сили уламки цегли розлетілися на кілометри і обсипали весь Печерськ. Собор звалився, перетворившись на гору каменю. Один німецький ветеран згадував: «Перші три вибухи здалися нам тоді іграшками, а ось у четвертий раз вже дало, так дало!» Можна тільки уявити, скільки треба було вибухівки завести під собор. Територія Лаври виявилася всіяна шматками мозаїк собору, фресок, вівтарної різьби.
Влітку 1977 в британській пресі опублікували донесення в Берлін керівництва Абверу в Києві з приводу цих подій, як виявилося пов'язаних з приїздом до Лаври фашистського президента Словаччини Йозефа Тисо. «Тисо приїхав у монастир зі своїм почтом 3 листопада 1941 біля 12.30 і відбув близько 13.30. А близько 14.30 всередині Успенського собору стався невеликий вибух. Вартовий помітив три фігури які тікали, їх застрелили. Через кілька хвилин після цього стався грандіозний вибух, який зруйнував весь собор. Вибухову речовину, ймовірно, заклали заздалегідь. Мабуть, цей акт слід розглядати як замах на життя президента Тіссо. Трьох імовірних злочинців неможливо було ідентифікувати, оскільки в них не було ніяких паперів».
Український письменник Данило Кулиняк, розслідуючи обставини підриву Успенського собору, з'ясував, що напередодні відступу Червоної Армії з Києва були заміновані всі головні суспільні будівлі. У тому числі культові — Софійський і Успенський собори. Але через несправність вибухового пристрою Софійський собор уцілів. Чого не можна сказати про Успенський. Сюди вибухівку завезли з таким розрахунком, щоб підірвати її в момент збору фашистської еліти. Для цієї мети в підземеллі собору встановили три види детонаторів: радіо- та електрозапали й бікфордів шнур. Спецкоманда підривників НКВД чекала тільки умовного сигналу від спостережного пункту, у полі зору якого були в'їзні лаврські ворота. Дізнавшись про намір Тіссо оглянути Лавру, німецька окупаційна влада міста вжила безпрецедентних заходів безпеки — на світанку 3 листопада 1941 року виселили все цивільне населення Лаври і прилеглих до неї будинків. Також оточили монастир суцільним подвійним кільцем солдат, що не сховалося від спостережного пункту спецкоманди. Коли до воріт Лаври під'їхали три лімузини в супроводі штабних машин, стало ясно — час «Ч» настав. Сигнал на радіопідрив був поданий. Але вибуху не сталося. Розсекречені й опубліковані характеристики радянських мін показують: акумулятори, якими оснащувалися вітчизняні радіоміни, за сорок діб розряджалися. Київ радянські війська залишили 19 вересня, а собор підірвали 3 листопада. До того ж мінування відбувалося не в день відступу з міста, а раніше, так що до дня вибуху акумулятори повинні були сісти, тому радіосигнал не спрацював. Тоді й задіяли групу з трьох підривників у самій Лаврі, які в ній сховалися. Але час було втрачено: високий гість, відвідавши собор, вийшов з нього і поїхав, а вибух так і не відбувся вчасно. Подвійне оточення навколо Лаври було знято. Зупинити запущений механізм детонації підривникам не вдалося, що підтвердив невеликий вибух усередині собору. Усвідомивши неминучість ще більш потужного вибуху, вони кинулися бігти але були застрелені охороною.
Лавра стоїть на найвищій точці Києва, оточена кріпосними стінами, і таким чином є відмінною оборонною фортецею. Тому вибух її прирівнювався до великої військової операції. Однак після цих жахливих актів вандалізму В. М. Молотов, заступник голови Державного комітету оборони СРСР, виступив зі зверненням до всієї світової спільноти і звинуватив гітлерівців у знищенні історичної святині. З його подачі радянськими фахівцями було складено «Повідомлення Надзвичайної державної комісії по розслідуванню та встановленню злочинів німецько-фашистських загарбників». У ньому значилося: «За наказом німецького командування військові частини пограбували, підірвали і зруйнували найдавніший пам'ятник культури — Києво-Печерську лавру». І в післявоєнних радянських путівниках і дослідженнях про Лавру писали те ж саме.
Радянська версія, що згідно з матеріалами Нюрнберзького процесу, поданими радянською стороною, вибух було здійснено німецькими окупаційними військами досі актуальна серед деяких публіцистів. Вони подають як доказ цієї версії те, що перед руйнуванням храму під керівництвом рейхскомісара Еріха Коха було здійснено масовий вивіз коштовностей храму, серед них: литий срібний престол з вівтаря, срібні царські брами, срібні різи, зняті з ікон, срібні гробниці, Євангелія в дорогоцінних окладах, зібрання тканин та парчі, а також близько 2 000 дорогоцінних предметів. Але ж як відомо, масове грабування німцями окупованих територій не секрет і не обмежувалося тільки вивозом коштовностей з Лаври. А також правдоподібність радянської версії підкреслює факт, що збереглась
професійна німецька фото- та кінохроніка вибуху — у середині 1990-х років її кадри знайшли у приватному зібранні в Обергаузені та надіслали до Києва за сприяння доктора Вольфганга Айхведе (Eichwede), директора Forschungesstelle Osteuropa Бременського університету, що займався проблемами реституції. Щоправда ця так звана професійна німецька фото-хроніка вибуху виконана тільки з одного ракурсу — за десяток кілометрів від вибуху, з наводницького мосту. Причому в кадр потрапили сторонні люди, охорона мосту, що скоріше свідчить про випадковість того, що вдалося зняти вибух.
Окрім того, сам факт того, що за годину до вибуху Успенський собор відвідав Йозеф Тіссо, прямо перекреслює ймовірність підриву собору німецькою окупаційною владою. Адже це дуже малоймовірно, що німці дозволили б йому розгулювати серед сотень кілограмів вибухівки, ризикуючи його життям. За такий вчинок офіцерам, які забезпечували перебування Тіссо на території Лаври, щонайменше загрожував би трибунал. Цілком зрозуміло, що якби гітлерівці мали наміри підірвати собор, вони б зробили це хоча б на наступний день після відвідування собору Тіссо.
Ще на користь радянської версії з невідомих причин у своїх мемуарах розповідає Альберт Шпеєр «Підрив було здійснено німецькою окупаційною владою під керівництвом рейхскомісара України Еріха Коха. У рамках нацистської ідеології, „скорені народи не мусили мати символічних культових споруд, що зміцнювали їхню ідентичність і прагнення до автономії“.»
Також треба зазначити, що восени 1941 року німці не підривали інших церков на території України. Більш того, вони допускали (хоча і під контролем) відродження релігійного життя.

### Україна
1 грудня 2022 року, під час російсько-української війни Свято-Успенську Києво-Печерську Лавру зареєстрували як монастир у складі ПЦУ. Міністр культури Олександр Ткаченко зауважив, що вся територія Лаври — державна власність. За словами в.о. директора «Національного Києво-Печерського історико-культурного заповідника» Олександра Рудника монастир було зареєстровано за адресою Церкви Феодосія Печерського, яку вже використовує ПЦУ.

## Відбудова

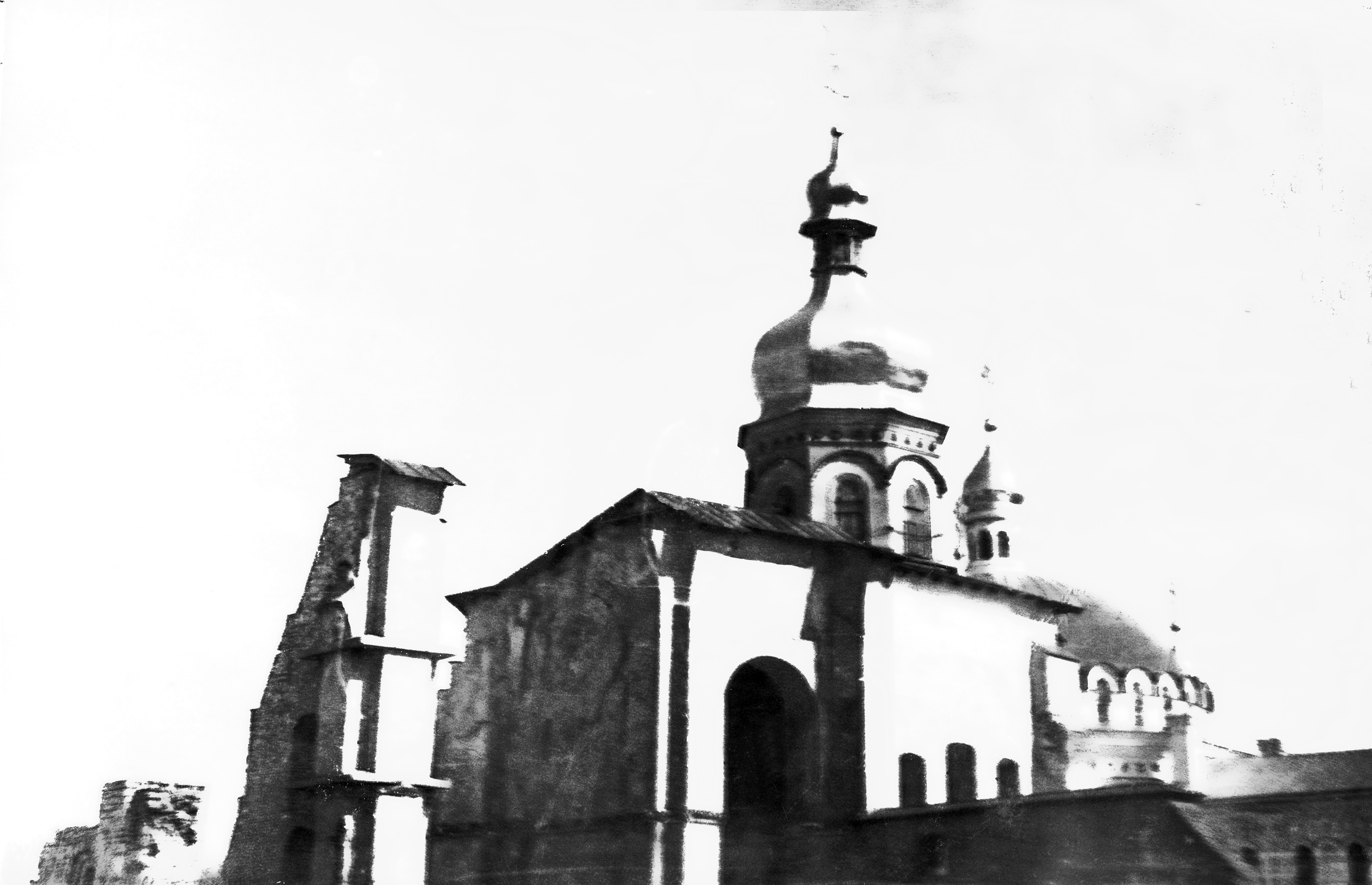
Вціліла частина Успенського собору після консервації, 1975 рік

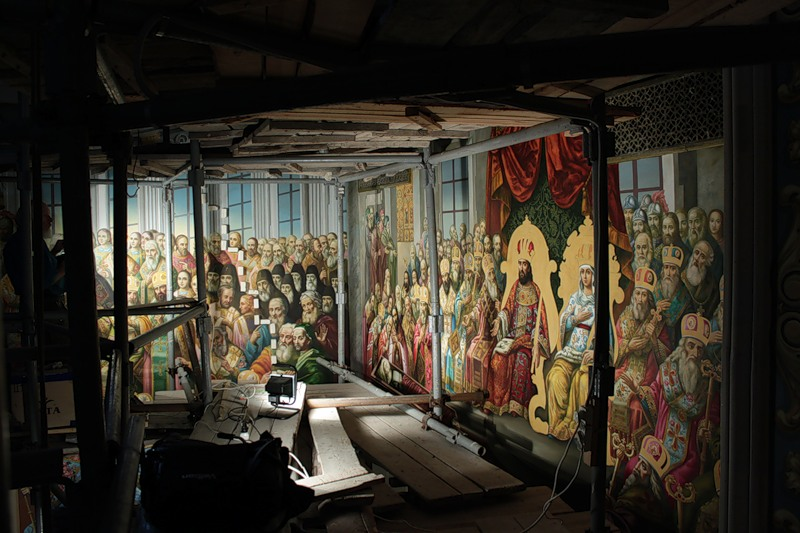
Інтер'єр Успенського собору в процесі створення нових розписів. Художник Л. Дмитренко за роботою

Після закінчення Другої світової війни, в 1947 році почалася робота з вивчення руїн та їх акуратного розбирання — до цього храм так і не був добре вивчений і обмірений, тому навіть купи руїн, що залишилися після підриву собору в 1941 році, становили величезний науковий інтерес. Роботи супроводжувалися археологічними розкопками та тривали аж до 1970 року. У 1971 році вціліла після вибуху частина собору (прибудова св. Іоанна Богослова) та виявлені розкопками фундаменти храму були законсервовані та облаштовані для екскурсійного показу.
На початку 1980-х років постало питання реконструкції храму. Зважаючи на повну відсутність якісних обмірних даних довоєнного періоду, габарити Успенського собору та характер промальовування окремих деталей були визначені фотограмметричним методом. Ця робота була проведена в лабораторії Геодезії та Картографії Географічного факультету Київського державного університету ім. Тараса Шевченка за участю кандидата географічних наук С. Б. Хведчені. В результаті обробки фотографій було отримано високоточні ортогональні проекції планів та фасадів Успенського собору. Цей матеріал ліг в основу проекту відновлення собору, розробленого колективом однієї з майстерень київського науково-дослідного інституту «Укрпроектреставрація» у 1984 році (керівник — архітектор О.Граужіс, інженер А.Антонюк та ін.).
Спочатку передбачалося відновити Успенський собор до відзначення 1000-річчя Хрещення Русі. Однак, будівельні роботи, що почалися, незабаром були призупинені виду широких протестів представників наукової та творчої громадськості. За спогадами очевидців тих подій, причиною всіх непорозумінь була недостатня поінформованість людей щодо змісту проекту та його технічних характеристик. У результаті, час було втрачено і до 1988 вдалося лише знову затвердити початковий проект. Зважаючи на кризові явища в економіці пізнього СРСР, будівельні роботи так і не відновилися, і в 1990 р. був прибраний паркан, що оточував будмайданчик.
Знову розпочати відтворення Успенського собору вдалося лише за кілька років — після оприлюднення указу Президента України Леоніда Кучми від 9 грудня 1995 року про відновлення Успенського та Михайлівського Золотоверхого соборів. Цього разу закінчити храм було вирішено до іншого ювілею — відзначення 950-річчя заснування Києво-Печерської лаври, яке мало відзначатися у 2001 році. 1998 року розпочалися будівельні роботи (за проектом архітектора О. Граужиса), які тривали два роки. Урочисте освячення відновленого Успенського собору відбулося 24 серпня 2000 під керівництвом предстоятеля Української православної церкви митрополита Володимира. У цей час було завершено лише зовнішнє оздоблення храму, роботи з розпису інтер'єрів розпочалися лише у 2013 році та продовжуються досі.

## Архітектура
В основі собор був шестистовпним хрестовокупольним одноверхим храмом з трьома навами, які назовні закінчувалися гранчастими апсидами. Стовпи у прорізі мали форму хреста.
Пропорції ширини до довжини храму (2:3) стали основними для інших храмів княжої доби.
Фасади були розмежовані пласкими пілястрами, з півкруглими вікнами між ними.
У зовнішньому декорі — орнаменти з цегли (меандрові фризи)
Внутрішня центральна частина була оздоблена мозаїками (серед інших — Оранта), решта стін мали фресковий розпис. За Києво-Печерським Патериком, одним з авторів мозаїк мав бути чернець Аліпій Печерський. Після багатьох перебудов ці твори не збереглися.

## Галерея

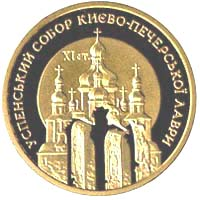
Успенський собор на монеті НБУ
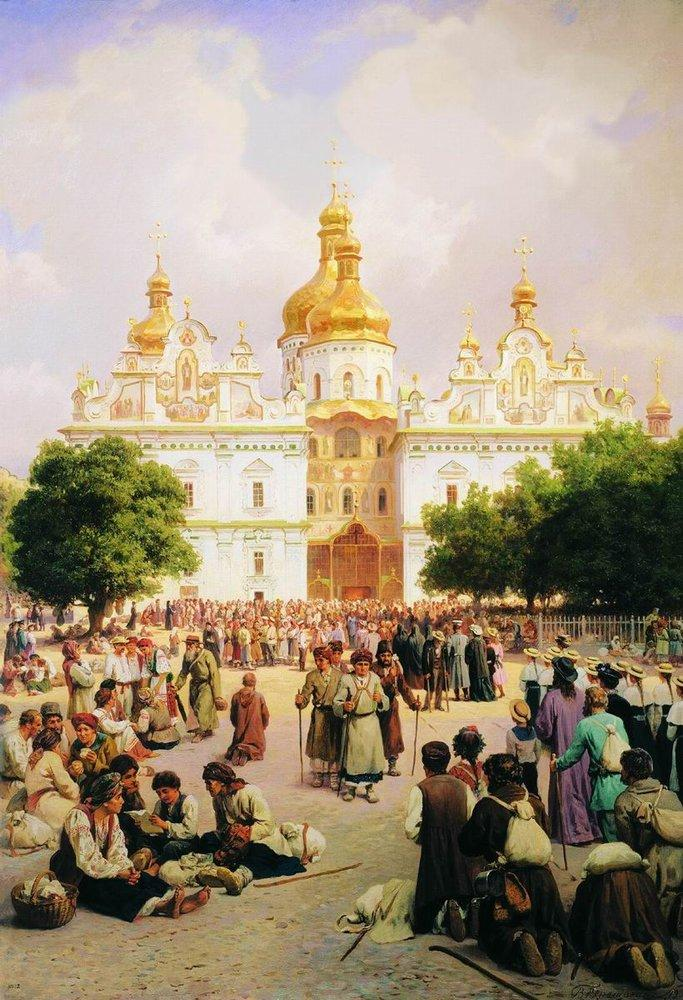
Василь Верещагін «Велика церква Києво-Печерської лаври» (1905)
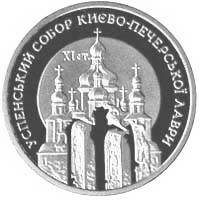
Монета "Успенський собор Києво-Печерської лаври" номіналом 5 гривень
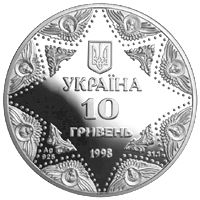
Срібна монета "Успенський собор Києво-Печерської лаври"
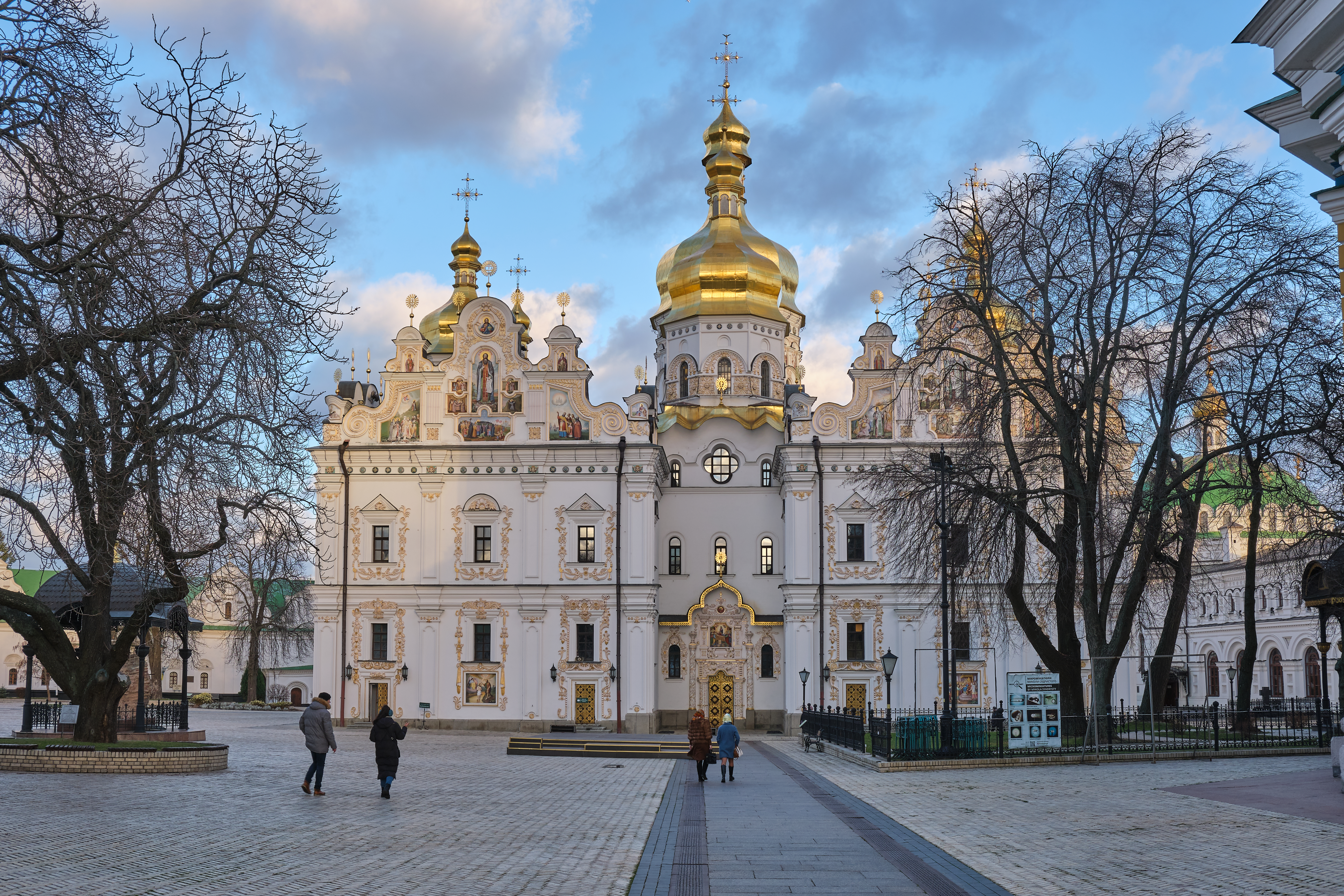
Успенський собор восени 2021 р.
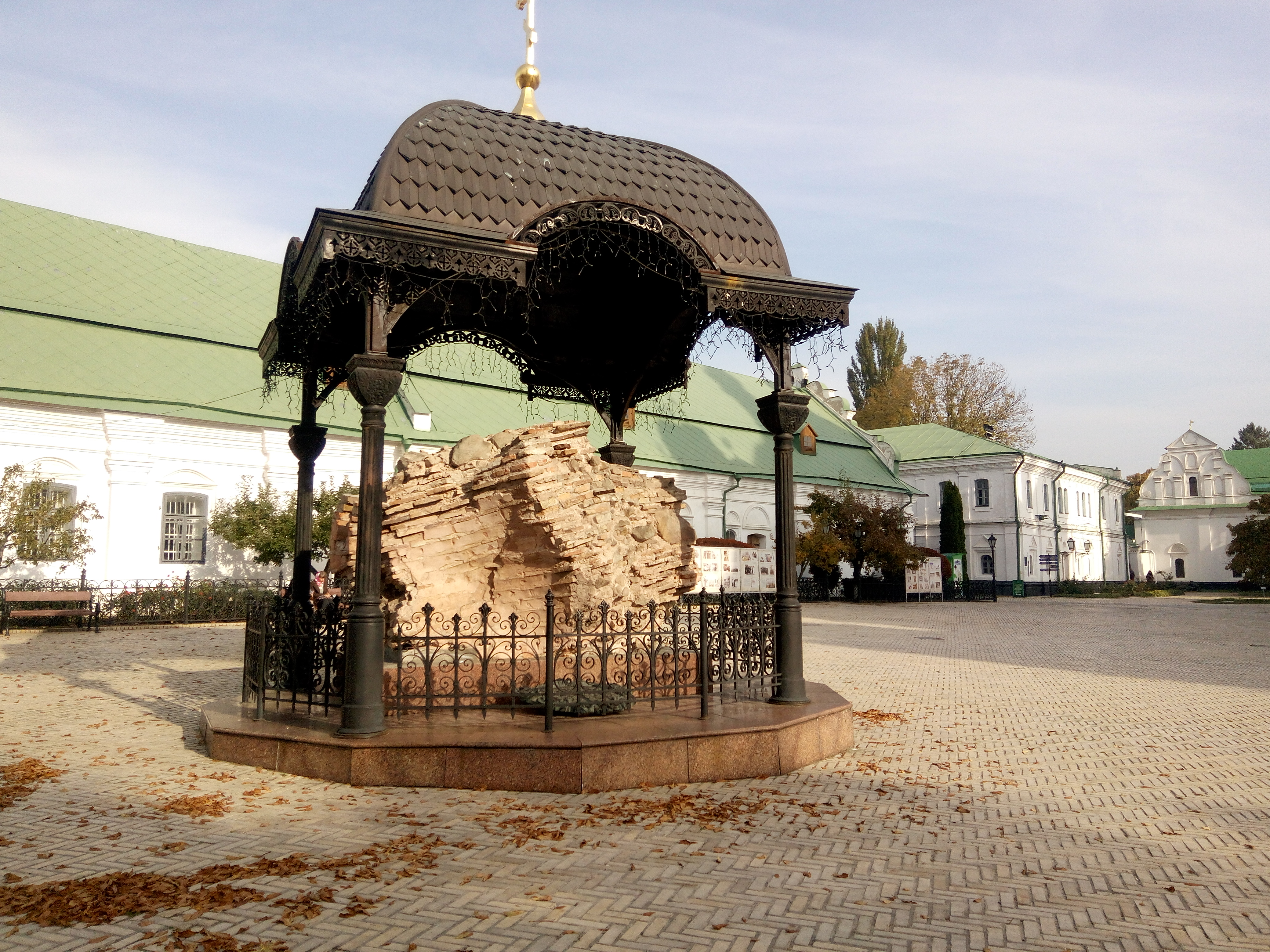
Руїни Успенського собору
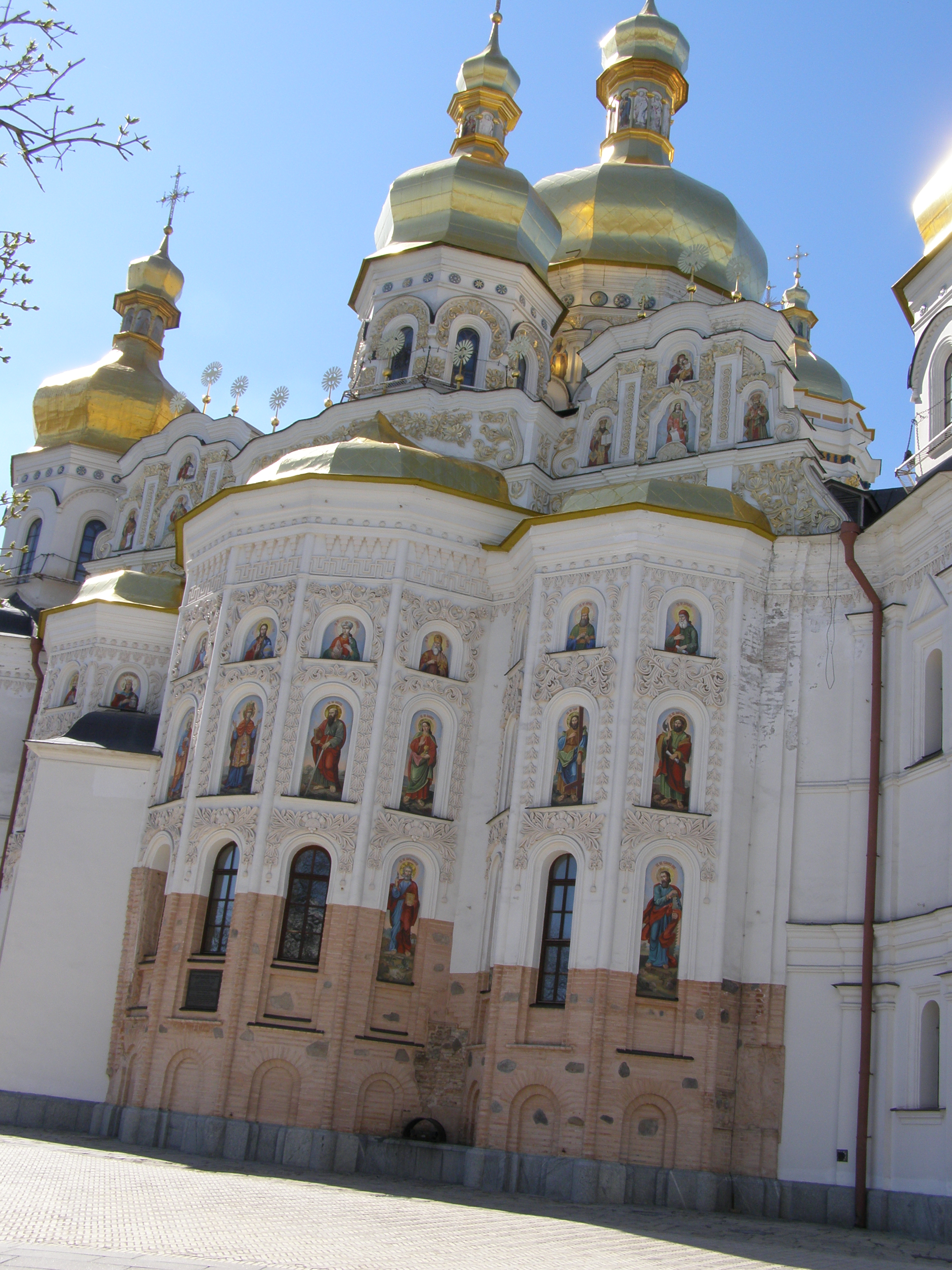
Фрагмент фасаду
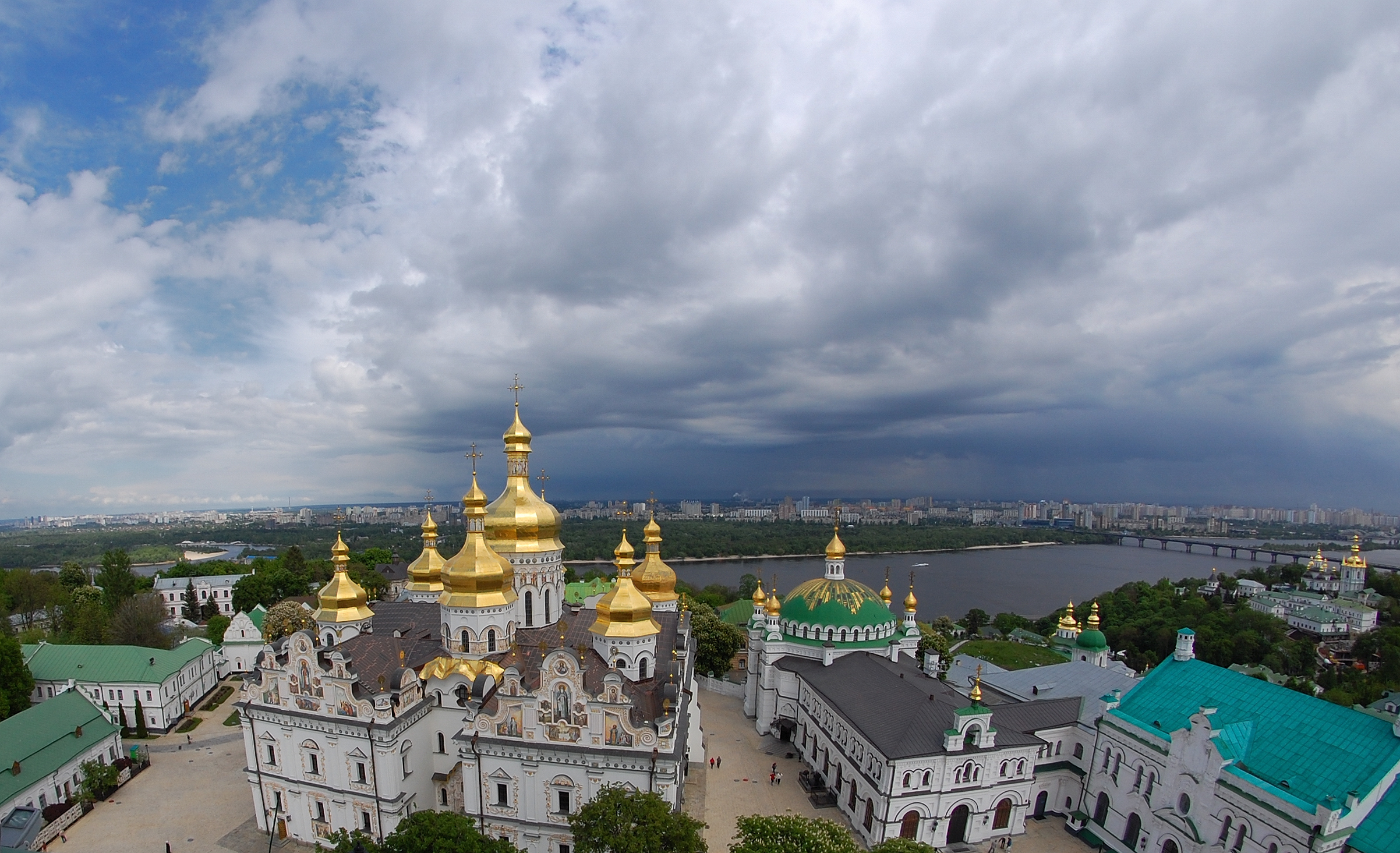
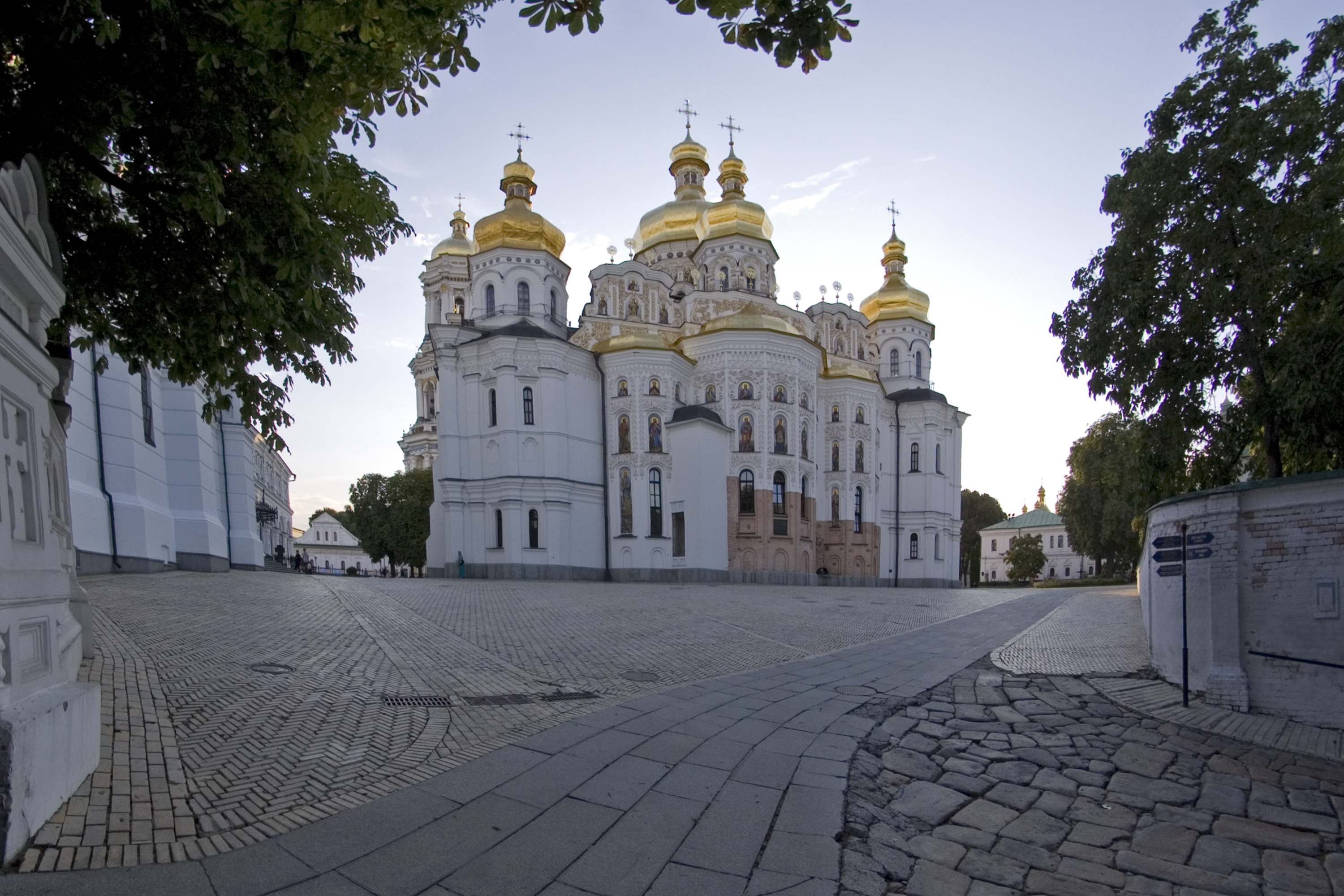